# Centrale de la Toulnustouc
La centrale de la Toulnustouc est une centrale hydroélectrique et un barrage érigés sur la rivière Toulnustouc par Hydro-Québec, sur la Côte-Nord, au Québec. Cette centrale, d'une puissance installée de 526 MW, a été inaugurée le 18 août 2005 par le premier ministre du Québec, Jean Charest. Elle produit en moyenne 2,6 térawatts-heures par année.

## Situation générale
L'aménagement de la Toulnustouc est situé dans la municipalité régionale de comté de Manicouagan sur la Côte-Nord, au Québec, à une centaine de kilomètres au nord de la ville de Baie-Comeau.
La centrale, le barrage et le lac Sainte-Anne sont accessibles par une route mise aux normes du ministère des Transports du Québec. La route de la Toulnustouc dans le cadre du projet.

## Étymologie
L'aménagement de la Toulnustouc prend son nom de la rivière du même nom (innu: Kuetutnustuk Shipu), sur laquelle sont érigés les différents ouvrages hydroélectriques. La Commission de toponymie du Québec, qui a officialisé la graphie française du toponyme en 1968, indique que le nom est d'origine innue, mais rapporte plusieurs significations divergentes pour expliquer l'étymologie du terme.
Dans son ouvrage de 1906 sur les noms géographiques du Québec et des provinces maritimes empruntés aux langues autochtones, le journaliste et géographe Eugène Rouillard reprend une hypothèse de l'arpenteur John Bignell, qui au XIXe siècle a postulé que le nom, qu'il écrit «tootnustook», signifie « rivière qui fait coude ou qui fait un angle ». La Commission de toponymie souligne que la Commission de géographie du Québec et la Commission de géographie du Canada penchent plutôt pour « rivière où l'on fait des canots », « rivière où ils fabriquent des canots », « là où il faut des canots ».
Cependant, poursuit la Commission, « des enquêtes menées sur le terrain, en 1979, précisent que les Innus nomment cette rivière Kuetutnustuk Shipu ou Kuetunustuku Shipu; ces expressions, qui apparaissent apparentées à Toulnustouc et à ses variantes, signifient « rivière parallèle à la rivière Manicouagan » », tout en rappelant que la rivière Toulnustouc a déjà été connue sous le nom de Rivière du Coude, une dénomination qui rejoint l'interprétation de Bignell.
En tête de la conclusion de son rapport sur le projet d'aménagement hydroélectrique d'Hydro-Québec, le Bureau d'audiences publiques sur l'environnement (BAPE) y va d'une autre hypothèse en 2001: « Toulnustouc (Kuetutinushtûk) : la rivière qui cherche son cours parmi l'encaissement des montagnes. ».

## Milieu naturel

### Géologie
La rivière Toulnustouc coule sur les hautes terres laurentiennes, dans la province tectonique du Grenville.

### Hydrologie
Prenant sa source au pied des monts Groulx, la rivière Toulnustouc draine un bassin versant de 11 000 km2, soit 24% de la superficie du bassin versant total de la rivière Manicouagan (45 908 km2).
Les sept installations hydroélectriques installées dans le bassin de la Manicouagan ont modifié le régime hydrologique du bassin « d’une façon que l’on peut qualifier d’irrémédiable », constate le ministère de l'Environnement du Québec dans une fiche d'information préparée en 2001, puisque la régularisation des débits limite les crues et les périodes d'étiage qui surviennent naturellement dans un bassin non aménagé.
La présence des barrages dans le bassin de la Manicouagan a une influence marginale sur la qualité des eaux de la rivière mesurée à l’embouchure. L'indice de la qualité bactériologique et physicochimique (IQBP) mesuré entre 1990 et 1995 s'établit à 95 sur un maximum de 100 points et est qualifiée de « très bonne », et ce même si le pH moyen dénote un peu d'acidité, avec une valeur moyenne de 6,6.
La Toulnustouc reçoit notamment les apports des rivières Dechêne, Toulnustouc Nord, Grandmesnil, Toulnustouc Nord-Est, Fontmarais, du Caribou, Isoukustouc et Pistuacanis le long de son parcours de 200 km. Il existe un dénivelé de l'ordre de 200 m entre le barrage qui ferme le lac Sainte-Anne et l'embouchure de la rivière dans le réservoir Manic-2, à une quarantaine de kilomètres en aval. Une douzaine de zones de chutes et de rapides se succèdent dans ce secteur de la rivière.
|                            | Janv. | Févr. | Mars | Avril | Mai   | Juin  | Juill. | Août  | Sept. | Oct.  | Nov.  | Déc.  | Année |
| -------------------------- | ----- | ----- | ---- | ----- | ----- | ----- | ------ | ----- | ----- | ----- | ----- | ----- | ----- |
| Barrage du Lac-Sainte-Anne | 78,8  | 67,4  | 73,1 | 107,1 | 528,2 | 503,8 | 245,4  | 192,3 | 210,8 | 219,2 | 158,2 | 107,3 | 208,4 |
| Barrage de la Toulnustouc  | 80,1  | 68,5  | 74,2 | 108,8 | 536,6 | 511,8 | 249,3  | 195,4 | 214,2 | 222,7 | 160,7 | 109.0 | 212,0 |

## Description des aménagements
La construction de l'aménagement hydroélectrique de la Toulnustouc a nécessité quatre ans de travaux, qui ont été réalisés après l'obtention des autorisations nécessaires et s'est déroulée entre le 30 novembre 2001 et juin 2005. L'aménagement hydroélectrique comprend la construction d'un barrage et d'une digue, d'un ouvrage d'amenée, d'une centrale, d'une dérivation provisoire, d'infrastructures routières et d'un campement pour les travailleurs affectés à la construction des ouvrages.

### Barrages et digues

#### Barrage principal et digue sud
Le barrage de la Toulnustouc est situé à environ 14 km en aval du barrage existant qui fermait le lac Sainte-Anne et à 67,7 km de l'embouchure de la rivière. L'ouvrage a une longueur en crête de 535 m et une hauteur maximale de 77 m. La crête est au niveau 305,45 m.
La digue sud ferme une vallée secondaire située à 500 m au sud-ouest du barrage. Sa crête est également fixée au niveau 305,45 m. L'ouvrage fait 500 m de longueur et atteint une hauteur maximale de 46 m.
Dans les deux cas, les ouvrages comprennent des massifs en enrochement. Les massifs ont été mis en place avec une pente de 1,3 unité horizontale pour une unité verticale tant en amont qu'en aval. Les ouvrages ont été rendus étanches avec des dalles de béton d'une épaisseur minimale de 300 mm, qui ont été déposées sur le parement amont et qui sont reliées en crête à un parapet et des plinthes en béton ancrées au roc.
L'utilisation du béton s'explique, selon Hydro-Québec, par l'absence de volumes suffisants de till, un matériau souvent utilisé pour imperméabiliser le noyau central des ouvrages et de l'éloignement des sources de matériaux granulaires naturels pour les filtres.

#### Ancien barrage du lac Sainte-Anne
Le barrage du lac Sainte-Anne a été construit par Hydro-Québec entre 1956 et 1959, dans le but de réguler le début du bassin versant de la rivière Toulnustouc et d'améliorer les apports d'eau aux trois centrales du complexe Manic-Outardes situées en aval: Manic-2, Manic-1 et McCormick..
Le barrage en remblai zoné avec noyau imperméable incliné vers l'amont avait une hauteur maximale de 38 m et une longueur en crête d'environ 270 m. L'ouvrage comprenait trois digues au sud-ouest, intégrées au remblai de la route d'accès, de six pertuis de fond disposés en deux étages de trois pertuis, ainsi que d'un évacuateur de crues et d'une passe de flottage.
Les travaux d'arasement du barrage ont été entrepris le 14 janvier 2005. L'équilibre des deux plans d'eau, à un niveau moyen de 289,40 m, a été atteint le 15 février 2005. Les équipements et structures métalliques ont été retirées, démantelées et transportées, à l'exception des pertuis de fond de l'ouvrage régulateur, qui ont été laissés sur place en position ouverte. Les bâtiments de service ont été démantelés jusqu'aux fondations.

#### Digue sud-est
Construite en 1958, la digue sud-est a été aménagée à 2 km au nord de la ligne de partage des eaux entre les bassins versants des rivières Toulnustouc et Godbout-Est. La digue d'origine était constituée d'un massif de sable, avec au centre un mur de palplanches en acier, qui devaient assurer l'étanchéité de l'ouvrage. On avait aussi pourvu la digue d'un tapis de 1,2 m d'épaisseur sous la recharge amont. Il avait été prolongé à l'amont de l'axe sur une longueur de 70 m, parce qu'on avait noté dès le départ la présence de zones très perméables près de la surface.
Les sols superficiels silteux étant plus perméables que prévu, plusieurs travaux de consolidation de la rive droite ont été menés au fil des ans pour limiter les fuites d'eau. Les travaux réalisés en 1958-1959 et 1984 n'ayant pas permis de corriger la situation à long terme, l'entreprise a volontairement réduit le niveau maximal d'exploitation de l'ouvrage de sa valeur nominale de 301,75 à un nouveau maximum de 296 m.
Hydro-Québec a profité de l'aménagement de la nouvelle centrale pour effectuer une réfection majeure de l'ouvrage construit 45 ans plus tôt. Des travaux ont déposé un tapis en till de 1,5 m d'épaisseur en amont de l'axe de la digue et dans une baie située en rive droite; érigé un noyau incliné en till de 1.75 H : 1 V saur la face amont et le prolongement et rehaussé la berme aval d'origine. De nouveaux instruments qui améliorent le suivi du comportement de l'ouvrage ont aussi été installés.

### Évacuateur de crues
L'évacuateur de crues est situé à environ 200 m au sud-ouest du barrage, à l'extrémité de la digue sud. Il a été excavé dans la masse rocheuse de la colline séparant les ouvrages de retenue. La capacité de conception de l'ouvrage est de 2 400 m3/s. .
L'évacuateur est conçu pour assurer la sécurité des ouvrages en cas de forte hydraulicité ou si la centrale doit être délestée. Il a également pour rôle d'assurer le débit réservé écologique dans le secteur de la rivière à débit réduit situé entre le barrage et le canal de fuite de la centrale..
L'évacuateur est un ouvrage en béton armé encastré dans le roc. Le coursier, d'une longueur de 34,81 m, possède un profil parabolique classique, terminé par une dalle en béton. Il est fermé par deux vannes de type wagon. Un pont de service d'une capacité portante maximale de 85 t enjambe l'évacuateur en aval de la structure de levage.

### Ouvrages d'amenée
Les ouvrages d'amenée sont composés d'un court canal et d'une prise d'eau alimentant une galerie d'amenée de 9,8 km, d'une cheminée d'équilibre et de deux conduites blindées. Les différents éléments des ouvrages d'amenée sont dotés d'un débit d'équipement de 330 m3/s, qui équivaut à celui de la centrale.
Le canal d'amenée et la prise d'eau sont situés dans une baie à 1,7 km au sud du barrage. Il a été excavé dans un roc « d'une excellente qualité ». Le champ d'écoulement est uniforme et symétrique par rapport à l'axe de la prise d'eau et créée des conditions permettant la formation d'une couverture de glace à la surface du canal en saison hivernale. Le canal est protégé des débris en amont de la prise d'eau par une estacade d'environ 220 m de longueur, qui est fixée par des massifs en béton situés sur chaque rive.

### Centrale
La centrale de la Toulnustouc a été construite en surface, enclavée dans une tranchée de roc. Elle est située sur la rive gauche de la rivière Toulnustouc, à environ 13 km du nouveau barrage et de la digue sud. Le bâtiment de la centrale fait 66,5 m de longueur et 29,3 m de largeur. Il est assis sur le tablier des vannes d'aspirateur, qui sert aussi de plancher des transformateurs du poste de départ.
L'usine comporte quatre niveaux: le plancher de la galerie des vannes au niveau de 115,05 m; le plancher d'accès aux bâches au niveau de 118,10 m; le plancher des turbines au niveau de 125,40 m et le plancher des alternateurs au niveau de 134,20 m. Une superstructure en acier supporte des mezzanines, le pont roulant et le toit de l'appentis.
Deux groupes turbines-alternateurs à axe vertical ont été installés dans la centrale. Chaque turbine de type Francis est alimentée par une conduite forcée indépendante et peut peut être isolée de la galerie d'amenée par une vanne papillon.
Les turbines développent une puissance nominale de 247 MW sous une chute de 164,0 m à une vitesse de 200 tours par minute. Les roues, qui comportent 13 aubes, sont coulées en acier inoxydable et usinées sur des machines-outils à commande numérique, permettant d'obtenir une géométrie respectant le profil théorique. La masse de chaque roue est de 35,6 tonnes.
Les alternateurs ont une puissance nominale de 292 MVA et un facteur de puissance de 0,9. D'une masse totale de 631 tonnes, ils produisent du courant alternatif à une tension nominale de 13 800 volts. La tension nominale a été jugée optimale considérant la puissance des groupes.
Chacun des alternateurs est relié aux transformateurs de puissance par des barres blindées à 13,8 kV, qui sont situés sur le tablier aval de la centrale. Deux départs aériens relient les transformateurs au poste de sectionnement, construit sur la rive gauche. L'énergie est ensuite transmise au poste Micoua à une tension de 315 kV.

### Ligne de transport

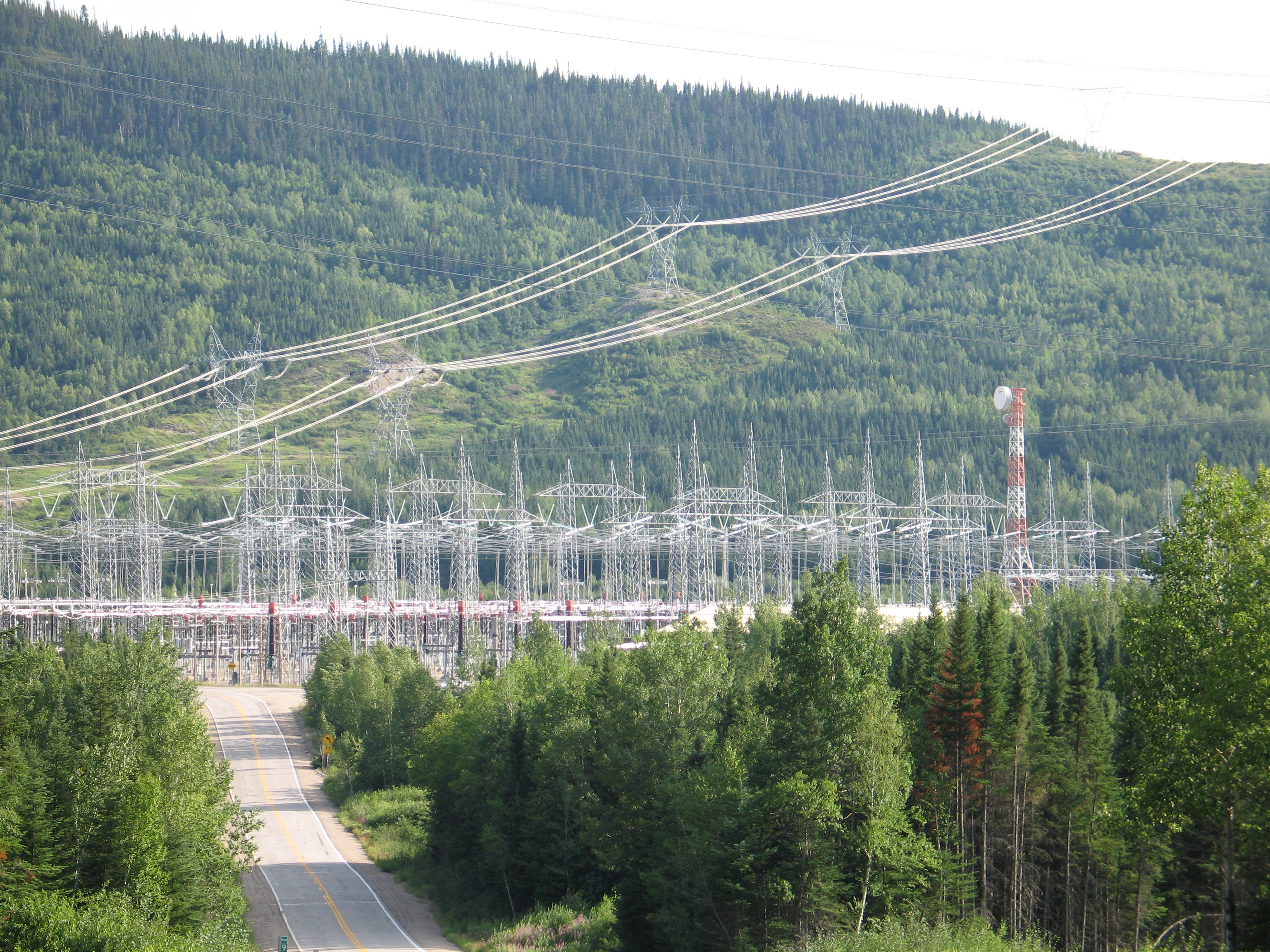
Le poste électrique de Micoua est l'un des points névralgiques du réseau de transport à 735 kV d'Hydro-Québec. Il convertit le courant à 315 kV arrivant la centrale de la Toulnustouc et de cinq autres centrales du complexe Manic-Outardes en vue de sa transmission par le réseau de transport principal d'Hydro-Québec à 735 kV.

L'intégration de la production de la centrale de la Toulnustouc au réseau a requis la construction d'une ligne de transport d'électricité. Deux scénarios d'intégration ont été étudiés durant l'avant-projet. La première option consistait à relier la nouvelle centrale à la centrale Manic-3 ce qui aurait nécessité une ligne moins longue, de l'ordre de 45 km. Cette solution aurait toutefois exigé le remplacement de disjoncteurs à la centrale et au poste Micoua .
Hydro-Québec a plutôt choisi de construire une ligne monoterne à 315 kV reliant la centrale au poste Micoua, un poste électrique stratégique à 315-735 kV qui concentre la production des centrales Outardes-3, Outardes-4, Manic-5, Manic-5 PA et Manic-3 en vue du transport de l'énergie par le réseau principal à 735 kV.
La ligne de transport de 55,7 km comprend 125 pylônes en treillis, séparés par une distance moyenne de 450 m. Elle comprend six conducteurs en aluminium-acier de calibre 1 354 MCM ainsi qu'un câble de garde à fibre optique. Construite peu de temps après la grande tempête de verglas de verglas de 1998 qui a causé de nombreux dommages au réseau de transport de l'entreprise, la ligne a été conçue pour résister à une accumulation de glace de 45 mm et des pylônes antichute en cascade ont été insérés à environ tous les dix pylônes.
À partir de la centrale, la ligne se dirige d'abord vers le sud en longeant le chemin d'accès à la centrale en rive gauche de la rivière. Elle rejoint ensuite la ligne à 69 kV Micoua-Pessamit en direction sud-ouest. Le tracé se détache de cette ligne un peu à l'est de la centrale Manic-3 et poursuit sa course vers sa destination. La nouvelle ligne longe brièvement une autre ligne à 315 kV avant d'arriver au poste Micoua.
La ligne est généralement construite dans une emprise déboisée d'une largeur de 65 m, soit 27 m au sud et 38 m au nord, ce qui est suffisant pour permettre l'entretien de la ligne par hélicoptère.

## Historique

### Premier aménagement
La rivière Toulnustouc est un affluent de la rivière Manicouagan qui a un débit annuel moyen d'environ 300 m3/s. Cette rivière est aménagée depuis la fin des années 1950, alors qu'Hydro-Québec construit un barrage sur le lac Sainte-Anne pour régulariser le débit turbiné à la centrale McCormick, construite par des intérêts privés pour alimenter en électricité une usine de pâtes et papiers à Baie-Comeau, située à une centaine de kilomètres au sud. En février 1956, l'Assemblée législative confirme le bail de cette centrale privée et permet son agrandissement pour satisfaire aux besoins d'une nouvelle fonderie d'aluminium de la filiale canadienne de la Reynolds Metals Company,, tout en réservant à la société publique Hydro-Québec le «contrôle absolu du débit des eaux de la rivière Manicouagan et de ses tributaires,. L'entreprise publique s'engage alors dans des travaux de régularisation de la rivière Toulnustouc.
«Les travaux d'aménagement d'un barrage au Lac Sainte-Anne, à la tête de la rivière «augmenteront le débit d'étiage de la rivière Manicouagan au bénéfice actuel des premières chutes qui desserviront peut-être la nouvelle industrie Canadian British Aluminium» écrit le commissaire René Dupuis, dans le rapport annuel 1956 de la société d'État. Il ajoute que les frais seraient éventuellement partagés par Manicouagan Power (qui exploite la centrale McCormick) et Hydro-Québec, quand elle aura construit ses propres ouvrages,.
La construction d'un barrage constitué d'une section en remblais d'une longueur de 270 mètres et d'une section en béton muni de six pertuis et d'un évacuateur de crues et d'une digue à l'extrémité sud-est a été menée par Hydro-Québec en 1956 et 1957. Ces ouvrages transforment le lac en un réservoir de 213 km2, qui pouvait stocker jusqu'à 3,27 milliards m3 d'eau. Lors de sa mise en eau, le nouveau réservoir et l'ouvrage de retenue permettaient de soutenir le débit turbiné par la centrale McCormick. mais surtout celui des centrales Manic-2 et Manic-1, qui sont respectivement mises en service en 1965 et 1966.
En 1958, Hydro-Québec entreprend des études préliminaires afin d'ajouter une usine hydroélectrique sur la rivière Toulnustouc, en aval du nouveau réservoir. Toutefois, le projet sera rapidement écarté, puisque les différents scénarios étudiés ont alors été jugés non rentables.

### Étude d'un nouvel aménagement
En 1997, Hydro-Québec reprend les études sur la rivière de la Toulnustouc, dans le cadre d'une série d'études sommaires qui ont pour objectif d'évaluer le potentiel résiduel des rivières Manicouagan et aux Outardes.
Constatant que le dénivelé de 190 m entre le niveau maximal d'exploitation du barrage Sainte-Anne (301,75 m) et la confluence du réservoir de Manic-2 (109,73 m), «représente un potentiel hydroélectrique très intéressant, qui peut être exploité par l'aménagement d'une ou de plusieurs centrales», la société effectue une analyse comparative de cinq variantes, pour trouver la solution la plus prometteuse. Il est à noter que toutes les variantes sauf la première nécessitent la construction d'un nouveau barrage. Dans chaque scénario, le débit d'équipement constant de 300 m3/sec.
| Variante   | Hauteur de chute nette (m) | Puissance installée (MW) | Coût de base (M$ de 1997) | Rapport coût-puissance (M$/MW) | Combinaison possible avec d'autres variantes | Superficie du nouveau plan d'eau (km2) |
| ---------- | -------------------------- | ------------------------ | ------------------------- | ------------------------------ | -------------------------------------------- | -------------------------------------- |
| Variante 1 | 34,2                       | 92                       | 252                       | 2,7                            | 2 et 4                                       | -                                      |
| Variante 2 | 54,0                       | 145                      | 373                       | 2,6                            | 1 et 4                                       | 7,8                                    |
| Variante 3 | 88,8                       | 240                      | 448                       | 1,9                            | 4                                            | 22,0                                   |
| Variante 4 | 45,6                       | 120                      | 245                       | 2,0                            | 1 et 2 3                                     | 0,6                                    |
| Variante 5 | 157,0                      | 425                      | 632                       | 1,5                            | Aucune                                       | 22,0                                   |

Après l'examen des variantes et de combinaisons entre les variables 1, 2 et 4 et 3 et 4, la société en vient à la conclusion que la variante 5 est le scénario qui présente un intérêt économique. Les études plus poussées d'optimisation et d'impact sur l'environnement ont alors été entreprises. Le projet retenu comprend la construction d'un nouveau barrage et d'une digue, la modification des ouvrages construits dans les années 1950, d'une centrale de surface d'une puissance installée de 517 MW, dont la production annuelle moyenne sera de 2 660 GWh, une galerie d'amenée d'une longueur de 9,8 km, d'un canal de fuite et des excavations dans la rivière sur une longueur de 800 m.
La différence entre la puissance installée de la centrale proposée et la variante étudiée dans l'analyse comparative tient à des optimisations. Les concepteurs ont augmenté le débit d'équipement à 330 m3/s et des améliorations ont été apportées aux caractéristiques de la galerie d'amenée afin d'augmenter la puissance du projet.
Dès l'étape de la conception, l'entreprise considère une série de «mesures d'atténuation courantes» visant à réduire à la source les impacts environnementaux. Des mesures particulières d'atténuation portent sur l'établissement d'un débit réservé écologique et des mesures d'aménagement forestier. Ces mesures d'atténuation des impacts portent sur le milieu terrestre, le milieu aquatique, la faune et l'habitat ainsi que le milieu humain.

## Processus d'autorisation
La décision d'aller de l'avant avec l'aménagement de la Toulnustouc découle de la volonté de la direction d'Hydro-Québec de parachever le développement hydroélectrique rentable afin de disposer d'une capacité de production lui permettant d'atteindre ses objectifs de croissance des ventes et de rentabilité.
Le Plan stratégique 2000-2004 de l'entreprise, qui a été approuvé par le gouvernement, anticipait une croissance de la demande d'électricité de l'ordre de 17,4 TWh entre 1999 et 2004, principalement en raison d'une croissance anticipée dans le marché des pâtes et papiers, de la fonte, l'affinage et la sidérurgie.
Par ailleurs, le plan énonce trois conditions aux projets d'expansion de son parc de production: 
- ils devront être rentables en fonction d'un prix à la centrale de 3¢/kWh
- ils devront être conformes aux principes du développement durable;
- ils devront être acceptables pour les communautés locales, autochtones ou non.[42]

Le gouvernement du Québec a donné son aval au projet le 27 juin 2001 par le décret 801-2001. Le décret reprend la recommandation des fonctionnaires du ministère de l'environnement et impose six conditions au promoteur, dont le maintien d'un débit réservé.
- Québec. « Décret 1555-2001 concernant la modification du décret numéro 803- 2001 du 27 juin 2001 en faveur d’Hydro-Québec pour la réalisation du projet d’aménagement hydroélectrique de la Toulnustouc sur le territoire de la municipalité régionale de comté de Manicouagan », Gazette officielle du Québec, partie II, vol. 134, no 3, p. 440-441 [lire en ligne (page consultée le 21 juillet 2020)]

Après plusieurs mois de flottement, le ministre fédéral de l'Environnement, David Anderson annonce que le projet d'aménagement «n'est pas susceptible d'entraîner des effets environnementaux négatifs importants» et qu'il ne nécessitera pas d'évaluation environnementale supplémentaire.

### Enjeux environnementaux

#### Débit réservé
L'un des principaux enjeux de la construction de l'aménagement de la Toulnustouc est le maintien d'un débit réservé écologique dans la section de la rivière entre l'aval du nouveau barrage (aménagé au PK 66.1) et le canal de fuite de la centrale, situé au PK 53,8, en raison du détournement du débit vers la prise d'eau et la galerie d'amenée. La position initiale d'Hydro-Québec de réserver 3 m3/s est critiquée par le BAPE, le ministère de l'Environnement du Québec d'assortir le certificat d'autorisation du projet à plusieurs conditions relatives aux débits réservés. L'opposition des biologistes de Pêches et Océans Canada a retardé de six mois le processus fédéral et le début des travaux.
«L’autorisation (2001-038) du ministère de Pêches et Océans Canada (MPO) comprend l'autorisation de modifier l'habitat du poisson en vertu du paragraphe 35(2) de la Loi sur les pêches. Cet acte statutaire inclut, entre autres, l’obligation de mettre en place un programme de compensation pour l’habitat de l’omble de fontaine ainsi qu’un suivi de ce dit programme» (Jacob et coll. 2011).